# Zgorzel kory topoli

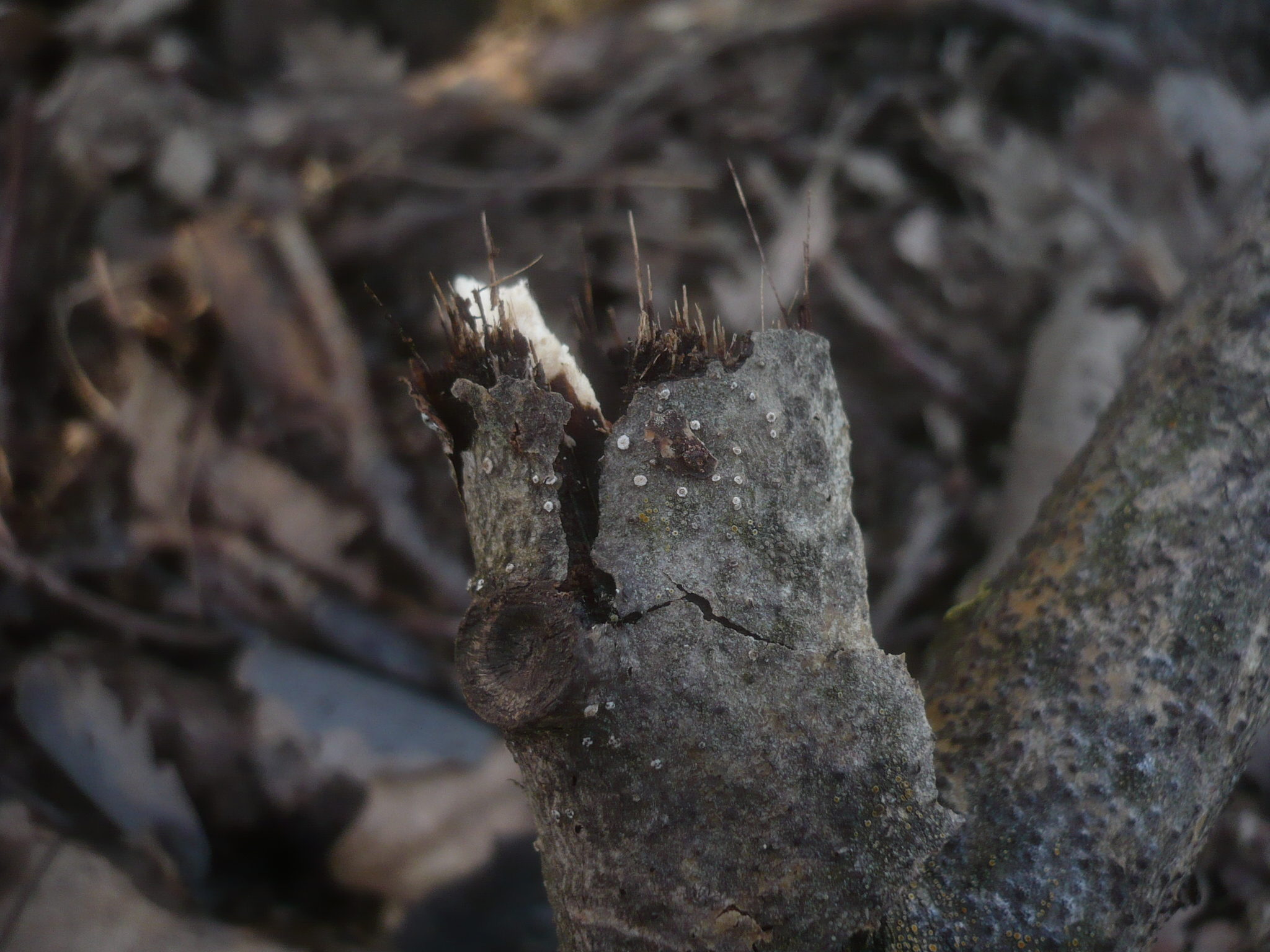
Zgorzel kory topoli wywołana przez Cytospora nivea

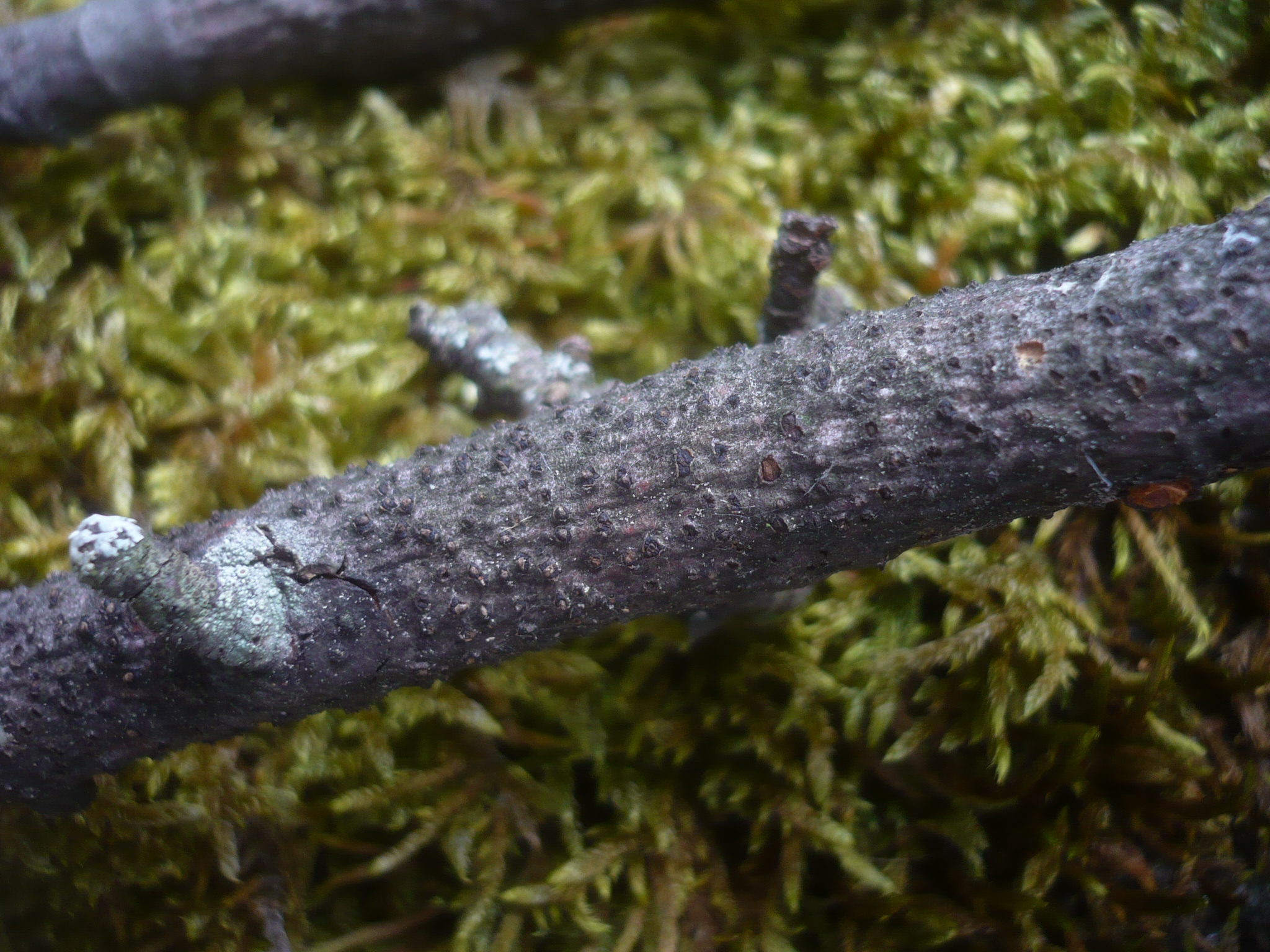
Zgorzel kory topoli wywołana przez Cytospora populina

Zgorzel kory topoli (ang. canker of poplar) – grzybowa choroba topoli wywołana przez niektóre grzyby z rodzaju Cytospora.

## Objawy i szkodliwość
Pierwszymi objawami choroby są występujące miejscami ostro odgraniczone brunatne przebarwienia kory. Z czasem ciemnieją one i stają się czarne. Na zewnątrz jednak często są one niedostrzegalne, gdyż porażone miejsca stają się nieco tylko ciemniejsze. Dopiero po nacięciu ich nożem wewnątrz widoczny jest brunatny lub czarny miękisz kory. Choroba najszybciej rozwija się w kierunku równoległym do osi pędu. Na grubszych gałęziach wokół porażonego miejsca tworzy się małe, brunatne zagłębienie, nieco podobne do raka drzew liściastych. Kora obumiera, zasycha i wykrusza się. Drewno pod taką porażoną korą początkowo jest czerwonobrunatne, potem czarne. Czasami jest koncentrycznie strefowane. Jeżeli patogeny opanują cały obwód pędu, to położona nad nim część pędu obumiera.
Choroba atakuje miękisz korowy pni i gałęzi drzew w różnym wieku. Szczególnie podatne są topole z sekcji Aigeiros i Tacamahaca. W Polsce w latach 1971 i 72 szczególnie silnie choroba ta wystąpiła na topoli chińskiej (Populus simonii).

## Epidemiologia
Głównym sprawcą zgorzeli kory topoli jest Cytospora chrysosperma. W wilgotnych okolicach Szwecji na mieszańcu topoli osiki i topoli osikowej (Populus tremula × Populus tremuloides) chorobę tę wywołuje Cytospora nivea. Powoduje on gwałtowne zamieranie koron tych drzew od około 10 roku życia. Dalszymi sprawcami choroby mogą być także Cytospora populina i Cytospora hariotii.
C. chrysosperma wytwarza pyknidia, początkowo w formie niewielkich uwypukleń kory. W miarę dojrzewania zarodników powiększają się one powodując rozdarcie kory, przez które widoczny jest szarobrunatny krążek z czarnym otworem pyknidium. Przez otwór ten wydobywają się żółte, pomarańczowe lub czerwone wstęgi konidiów. W czasie suszy ich długość może dochodzić do kilku cm, w czasie wilgotnej pogody są znacznie krótsze. Perytecja tworzone są rzadko, ale Józef Kochman podał, że w Polsce w okresie epifitozy obserwował je często. Powstają one skupiskami na brunatnoczarnych podkładkach.
Zlepione śluzem zarodniki patogenów przenoszone są przez wiatr, deszcze i owady. Do kory wnikają przeważnie przez rany, ale czasami (rzadko) także przez przetchlinki. Wszystkie patogeny wywołujące zgorzel kory topoli to pasożyty słabości, atakujące tylko drzewa osłabione. Z tego powodu choroba ta nasila się głównie jesienią i zimą.

## Ochrona
Raczej nie stosuje się bezpośredniej ochrony, chorobie można jedynie zapobiegać poprzez stwarzanie roślinom warunków do dobrego rozwoju. Szczególnie ważne jest unikanie zranień młodych drzew w szkółkach w zimie. Zrzezy przechowuje się w niskich temperaturach, ale powyżej 2 °C.